# Piz Val Gronda (massif de l'Ortles)
Pour les articles homonymes, voir Piz Val Gronda.
Le Piz Val Gronda est une montagne qui s’élève à 2 878 m d’altitude dans le val Müstair, dans les Grisons en Suisse.